# Tony Simon-Wolfskehl
Tony Simon-Wolfskehl (Mainz 12 april 1893 – Sint-Idesbald 24 januari 1991) was een Duits-Joods architecte, kunstliefhebster en salonnière wier leven is getekend door de tragiek van de Jodenvervolging. Zij was in Duitsland werkzaam als architect en vormgever, maar vanwege de Holocaust vluchtte zij naar België met haar man Roderick Lasnitzki, die geïnterneerd en omgebracht werd. Zij is daarna in België gebleven, waar ze een spil werd in kunstenaarskringen.
Andere namen gelinkt aan haar zijn Tony Sintides 1 (pseudoniem als schrijfster), Tolas (als meubelontwerpster) en Madame Lasnitzki (als weduwe van Roderick Lasnitzki).

## Levensloop

### Duitsland
Tony Simon-Wolfskehl was de oudste van twee dochters van Eduard Simon en Anna Wolfskehl. Eduard kwam uit een familie met een groothandel in wijn. Anna Wolfskehl’s familie kwam uit de financiële wereld van Stuttgart, Darmstadt en Frankfurt. Tony krijgt de dubbele naam Simon-Wolfskehl, mogelijks omdat er een familiale band is met Karl Wolfskehl, die bij de geboorte van Tony al bekendheid genoot als schrijver.
Tony en haar zus Ilse Maria groeien op in een welgesteld milieu waar er naast de handel ook heel wat tijd en mogelijkheden zijn om zich in kunst te verdiepen. Anna Wolfskehl heeft via haar familie voornamelijk kunst in huis van de Hollandse meesters. Eduard Simon gaat meer op zoek naar nieuw talent. Hij komt in contact met Ludwig Schames, een kunsthandelaar uit Frankfurt, die als handelaar dicht bij Die Brücke en de Blaue Reiter stond. Op die manier verwierf haar vader geleidelijk enkele moderne schilderijen van jonge en toen nog onbekende Duitse expressionisten waaronder Kirchner, Hermann Max Pechstein, Kandinski, Klee en Heckel.
In dit kunstminnend milieu kiest Tony om na haar middelbaar schooldiploma architectuur te gaan studeren aan de TH Darmstadt (1912–1917). In mei 1919 meldt ze zich aan bij het Bauhaus in Weimar. Walter Gropius biedt haar als volledig opgeleid architecte onmiddellijk een groot atelier aan, wat ze weigert. Vanaf het voorjaar van 1920 kan ze werken in het Atelier Gropius, Paul Klopfer en Adolf Meyer. Deze ervaring zal haar altijd bijblijven. Na haar opleiding keert ze terug naar het ouderlijk huis in Frankfurt.
Het gastvrije koppel Benno Elkan en Hedwig Einstein hebben hun deur altijd openstaan voor Tony en Ilse Maria. Hedwig is de zus van Carl Einstein, een kunsthistoricus en links avant-gardist. Tony en Carl krijgen in 1922 een passionele en temperamentvolle relatie. Carl Einstein is echter getrouwd met Maria Ramm. Hij laat zich scheiden om te kunnen huwen met Tony Simon-Wolfskehl. Mogelijk door de druk van haar vader, de uiteenlopende visies op het leven en de schrik om zich te binden met Carl wordt de relatie stopgezet.
Intussen werkt Tony voor het Neues Theater in Frankfurt, waar ze instaat voor het ontwerp van de decors. Theater is een gemeenschappelijke passie met Roderick Lasnitzki (17 juni 1896, Berlijn) die ze een eerste keer ontmoette aan het Bauhaus in Weimar. Na drie jaar contact te hebben gehouden met elkaar starten ze een relatie die leidt tot hun huwelijk op 11 augustus 1924. Het koppel gaat wonen in Berlijn. Hierdoor kan Tony niet langer werken voor het Neues Theater en start ze een bedrijf dat meubels ontwerpt onder de naam ‘TOLAS’ (Tony Lasnitzki).
In 1933 is de NSDAP in Duitsland aan de macht gekomen. De Duitse joden voelen alsmaar meer druk komen van het beleid van Adolf Hitler. Daarom beslist het gezin Lasnitzki om de vlucht vooruit te nemen en naar België te komen. Hij kan als filiaaldirecteur komen werken bij de firma Gestetner in Gent.

### België
Eind december 1936 komen Roderick en Tony aan in Gent. Na verloop van tijd gaan ze wonen in een appartement aan de huidige Koningin Fabiolalaan. In Gent zoekt Roderick contact met priester Antoon De Spiegeleire, met wie hij na een contact in Duitsland al jaren een correspondentie onderhoudt. Via Antoon komen ze in contact met Irène Demanet.
In mei 1940 wordt Roderick opgepakt en naar het interneringskamp van Saint-Cyprien gebracht. Hierna gaat het via Gurs, Noé naar Auschwitz (31 augustus 1942). Daarmee is hij al weggerukt uit het leven van Tony. Intussen gaat de Jodenvervolging verder. Tony duikt onder bij haar goede vriendin Irène Demanet, die gesteund wordt door de priesters Antoon De Spiegeleire en Jules Rysenaer. Ze maakt houtskooltekeningen om te kunnen leven met de gruwel van de Jodenvervolging, de oorlog en haar angst voor deportatie.
Op 6 september 1944 wordt Gent bevrijd. Tony koestert vele jaren de hoop dat haar man terug zal komen. Pas in 1966 is het dossier Roderick Lasnitzki compleet met sterfdatum en tijdstip.
Tony besluit om bij Irène te blijven wonen in Gent. Daar houden ze literair-artistieke salons waarop jonge Belgische kunstenaars komen kijken naar haar Duits expressionistische kunstcollectie en te luisteren naar haar verhalen over het Bauhaus. In 1968 bouwt Tony haar eigen huis in de duinen. Als architecte tekent ze zelf de indeling van het huis. Ze kiest voor Sint-Idesbald omdat ze goede herinneringen van voor de oorlog heeft aan de bezoeken aan de kustplaats. De jonge Belgische kunstenaars vinden hun weg naar Elzenlaan 27. Zo geeft ze steun aan Hugo Claus, Karel Geirlandt, Pol Mara, Jan Burssens, Pierre Vlerick, Roger Raveel en vele andere kunstenaars.
Zelf is ze ook creatief bezig als kunstenares en literair, met het schrijven van poëzie, theaterstukken en een boek.
Aan de Belgische kust gaat ze met de jaren meer en meer mijmeren over de kunstwereld tijdens de jaren twintig en dertig in Duitsland, ‘haar’ Bauhaus, het verlies van haar man Roderick. Meer dan 97 jaar is Tony Simon-Wolfskehl als ze op 24 januari 1991 komt te overlijden in Sint-Idesbald.

## Kunstcollectie
Via haar vader is ze een van de meest bevoorrechte getuigen van de opkomst van de Duitse Expressionisten ‘Die Brücke’ en ‘Der Blaue Reiter’. De kunstcollectie die haar vader en daarna door Tony zijn verzameld bevat werken van Jawlenski, Paul Klee, Heckel, Christian Rohlfs, Hermann Max Pechstein, Paula Modersohn-Becker, Ernst-Ludwig Kirchner, Erich Heckel en Christian Rohlfs. Haar jeugdjaren had ze tussen deze grote Duitse modernisten doorgebracht. Kunstenaars als Paul Klee heeft ze persoonlijk gekend tijdens haar verblijf bij het Bauhaus. Maar ook met Walter Müller-Wulckow (stichter Landesmuseum für Kunst und Kulturgeschichte Oldenburg) had ze contact, waar een brief met een tekening van het parlementsgebouw van Oldenburg bewaard is gebleven.
De familie van haar moeder had een uitgebreide collectie Hollandse meesters. De volledige kunstcollectie werd uit Duitsland gesmokkeld en is via Zwitserland bij beide zussen beland. Ilse kreeg de Hollandse meesters terwijl de Duitse expressionistische kunstcollectie in België bij Tony bleef. Aan de muren van haar villa Le sablier hangen werken van Kandinsky, Schreyer, Reichel, Magnelli, Pannek en Klee. De rest zit in een bankkluis in Gent. Jawlensky’s ‘Marianne von Werefkin’ heeft ze verkocht aan Siegfried Adler (Montagnola, Zwitserland), het is het enige werk dat ze verkocht heeft.
Veel werken zijn nooit op de kunstmarkt gekomen omdat ze onmiddellijk en altijd in het bezit zijn geweest van de familie Simon-Wolfskehl. Na haar dood zijn er werken van Paul Klee, Hermann Max Pechstein, Heckel en Rohlfs in privéhanden gekomen. Vaak mensen uit haar onmiddellijke omgeving die ze uit dankbaarheid in haar testament had opgenomen.
Maar het grootste deel van haar collectie, vier schilderijen van Paula Modersohn-Becker, Ernst-Ludwig Kirchner, Erich Heckel en Christian Rohlfs en twee tekeningen van Heckel en Rohlfs, liet Tony Simon-Wolfskehl in 1991 na aan het Gentse Museum voor Schone Kunsten, niet in de laatste plaats uit waardering en dankbaarheid aan de stad waarin ze was verborgen en gered.